# El Prado Complex
El Complejo El Prado (en inglés: El Prado Complex) es un distrito histórico ubicado en San Diego, California. El Complejo El Prado se encuentra inscrito  en el Registro Nacional de Lugares Históricos desde el 12 de diciembre de 1976. Goodhue, Bertram G., Winslow y Carelton M diseñaron el Complejo El Prado.

## Ubicación
El Complejo El Prado se encuentra dentro del condado de San Diego en las coordenadas 32°43′52″N 117°09′07″O / 32.731111, -117.151944.